# داروينية جديدة

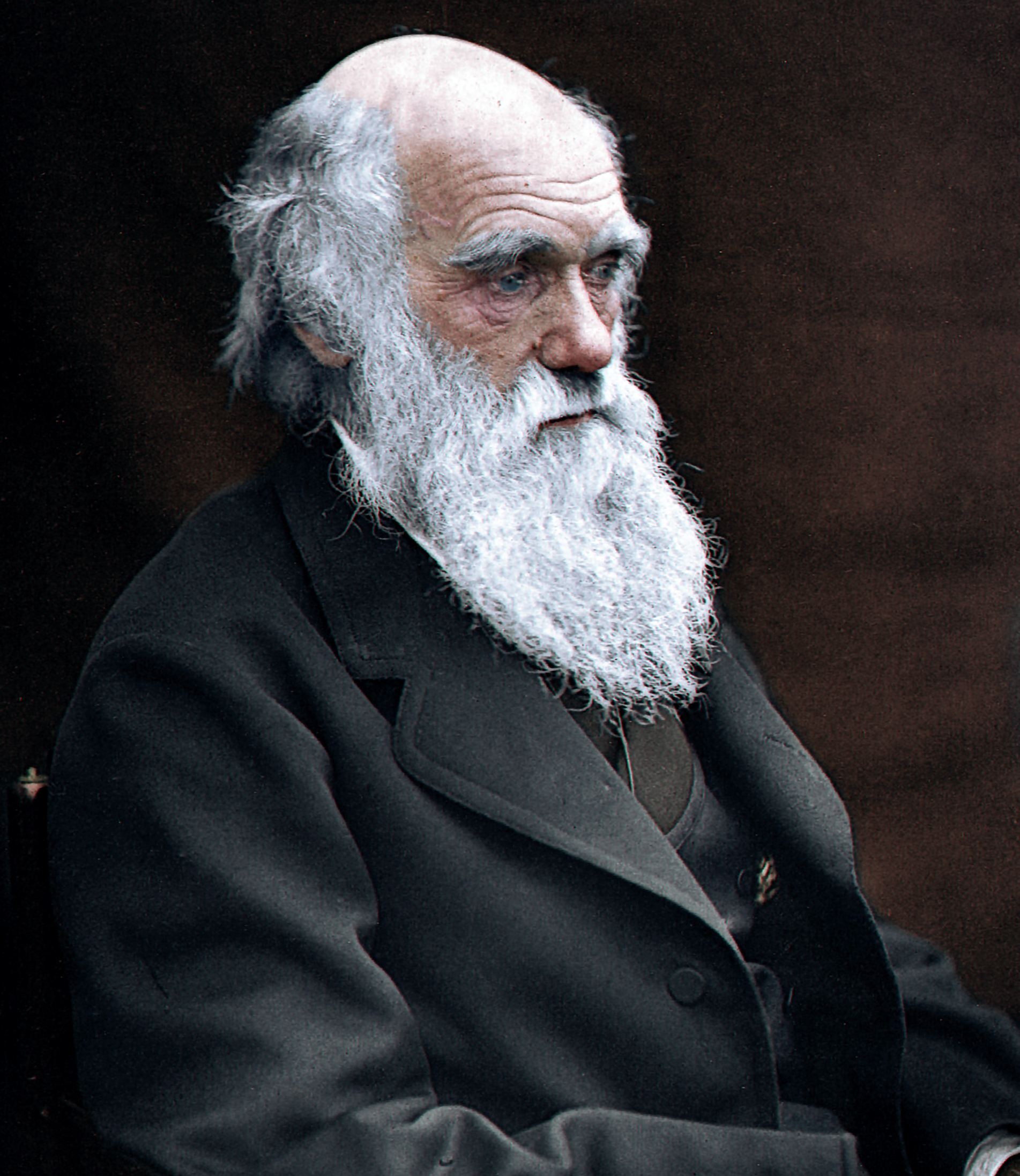
تشارلز داروين، عالم طبيعة وجيولوجي وبيولوجي إنجليزي. 1809-1882

الداروينية الجديدة (بالإنجليزية: Neo-Darwinism)‏ مصطلح قام بصياغته العالمين ألفريد راسل والاس وأوغوست ويزمان. هو الاصطناع الحديث للتطور الدارويني في ضوء الاصطفاء الطبيعي والوراثة المندلية. تم استخدامه لأول مرة في عام 1895 لتوضيح أن التطور يحدث منفردا خلال الاصطفاء الطبيعي رافضين نظرية اللاماركية في أن تكون أية آلية أخرى لها دخل بالعملية كوراثة الصفات المكتسبة. استمرت المدرسة التكيفية في استخدام المصطلح من ثمانينات القرن التاسع عشر حتى ثلاثينات القرن العشرين؛ والتي كانت تؤمن بأن الاصطفاء كان السبب الرئيسي وربما الوحيد للتطور، ومنذ ذلك الحين وحتى عام 1947 كان يستخدم هذا المصطلح بواسطة أتباع آر. إيه. فيشر التكيفيين.
الداروينية الجديدة هي تفسير التطور الدارويني من خلال الاصطفاء الطبيعي، وهو مصطلح جرى تعديله بشكل مختلف منذ اقتراحه لأول مرة؛ أُطلِقَ في البداية على أفكار تشارلز داروين حول الاصطفاء الطبيعي بشكل مفصول عن فرضيته المُتَمَثِّلَة في شمولية التخلُّق كمصدر لاماركي للاختلاف مُتَضَمِّنًا الوراثة الخلطية. [1]
ثم أصبح هذا المفهوم في أوائل القرن العشرين مرتبطًا بالاصطناع التطوري الحديث للاصطفاء الطبيعي وعلم الوراثة المندلية الذي تم آنذاك. أشارت الداروينية الجديدة في أواخر القرن العشرين وحتى القرن الحادي والعشرين إلى أي مناصرة قوية لفكر داروين مثل النظرة الجينية للتطور.

## الاستخدام المبكر
وكجزء من الخلاف حول ما إذا كان الاصطفاء الطبيعي لوحده كافيًا لتفسير الانتواع، دعا صموئيل بتلر في عام 1880 وجهة نظر ألفرد راسل والاس بالداروينية الجديدة.
استُخدِم المصطلح مرة أخرى من قبل جورج رومان في عام 1895 للإشارة إلى نسخة التطور التي دعا إليها والاس وأوغست وايزمان بسبب اعتمادها الشديد على الاصطفاء الطبيعي.
رفض وايزمان ووالاس الفكرة اللاماركية عن وراثة الخصائص المكتسبة التي حتى داروين اعتبرها أمرًا مفروغًا منه. استُخدِم المصطلح لأول مرة لشرح فكرة أنّ التطور يحدث فقط من خلال الاصطفاء الطبيعي، وليس من خلال وراثة الخصائص المكتسبة الناتجة عن الاستخدام أو الإهمال. كان أساس الرفض الكامل للارماركية هو نظرية وايزمان حول المادة الوراثية؛ أدرك وايزمان أنّ الخلايا التي تنتج المادة الوراثية، أو الأمشاج/الأعراس (كالحيوانات المنوية والبويضات)، منفصلة عن الخلايا الجسدية التي تستمر في تصنيع أنسجة الجسم الأخرى في مرحلة مبكرة من النمو. وبما أنه لا يرى أي وسيلة واضحة للاتصال بين الاثنين، فقد أكّد أنّ وراثة الخصائص المكتسبة كان مستحيلًا. يعرف هذا استنتاج الآن باسم حاجز وايزمان.
استمر إطلاق المصطلح من 1880 إلى 1930 على مدرسة الفكر الاصطفائي التي تقول بأنّ الاصطفاء الطبيعي هو السبب الرئيسي وربما الوحيد للتطور. استُخدِم المصطلح منذ ذلك الحين وحتى حوالي عام 1947 للإشارة إلى أتباع رونالد فيشر من مؤيدي الفكر الاصطفائي.

## الاصطناع الحديث للقرن الحادي والعشرين
كان مصطلح الداروينية الجديدة يُستَخدَم غالبًا للإشارة إلى النظرية التطورية المعاصرة أعقاب تطور الاصطناع الحديث لعلم الأحياء التطوري من 1918 وحتى 1947.

## أي نسخة حالية من التفكير التطوري
لم يُحَدِّد علماء الأحياء تطبيقهم لمصطلح الداروينية الجديدة على الاصطناع التاريخي الحديث. على سبيل المثال: كتب إرنست ماير في عام 1984: «استخدام مصطلح الداروينية الجديدة للنظرية التركيبية [الاصطناع الحديث في أوائل القرن العشرين] خاطئ، لأن مصطلح الداروينية الجديدة صاغه رومانز في عام 1895 كتسمية لنظرية وايزمان.»  تستخدم الموسوعة البريطانية/بريتانيكا الداروينية الجديدة للإشارة إلى نظرية التطور الحالية، وليس النسخة القائمة خلال أوائل القرن العشرين. استخدم ريتشارد دوكينز وستيفن جاي غولد المصطلح في مؤلفاتهم ومحاضراتهم للإشارة إلى أشكال البيولوجيا التطورية المعاصرة لفترة كتابتهم.

## وصلات خارجية
- The Variation of Animals and Plants Under Domestication
- Challenges to neo-Darwinism - Stephen Jay Gould.
- Neodarwinism - Richard Dawkins